# Andrzej z Tęczyna
Andrzej z Tęczyna herbu Topór (zm. 1368) – polski szlachcic, podkomorzy krakowski 1349, wojewoda krakowski od ok. 1359. Według Kaspra Niesieckiego syn Nawoja z Morawicy, kasztelana krakowskiego.